# Федорова Ніна Володимирівна
Ні́на Володи́мирівна Фе́дорова (нар. 27 січня 1947, Одеса) — українська художниця-керамістка, членкиня Спілки художників СРСР (1979).

## Життєпис
Народилась 27 січня 1947 року в Одесі.
1973 — закінчила Ленінградське вище художньо-промислове училище ім. В. Мухіної за фахом художник-кераміст.
Від 1979 року є членкинею Спілки художників СРСР.
Ніна Федорова є авторкою численних камерних керамічних композицій.
Серед її монументально-декоративних робіт — монументальне панно і серія декоративних тарілок для кафе «Одеса» в Києві, декоративні композиції у фоє театрів, зокрема в Одеському театрі юного глядача імені Юрія Олеші та ін.
Багато працює в техніці акварелі і колажу.
Є учасницею багатьох міських, республіканських та міжнародних виставок. Має кілька персональних виставок.

## Визнання
- 1979 — членкиня Спілки художників СРСР.
- 1999 — перша премія на виставці-конкурсі «Під зіркою Віфлеєму — 2000» в розділі декоративно-прикладного мистецтва.
- 2003 — її твори увійшли до каталогу «200 імен», присвяченого учасникам виставки «Декоративне мистецтво України кінця ХХ століття»
- 2006 — лауреатка конкурсу «Твої імена, Одесо!» в номінації «Найкращі твори художньої творчості».[1]

## Родина
Чоловік — Зайцев Станіслав Миколайович (нар. 1946) — художник театру, заслужений художник України (2006).